# Hermann Maier
Hermann Maier (Altenmarkt im Pongau, 1972. december 7. –) osztrák síelő.

## Élete
A kőművesnek tanult síoktató tehetsége sokáig titokban maradt. Először az 1996. január 6-án a Flachauban rendezett versenyen fedezték fel, ahol előfutóként indulva időeredménye a 12. helyre lett volna jó. Négy héttel később már elindult az Európa Kupában. Az 1997/98-as szezonban már összetett győztesként ünnepelték.
Az 1998-as naganói olimpián vált széles körben az egész világon ismertté. A lesiklás versenyszámban hatalmasat bukott, de a hatalmas repülést sértetlenül megúszta, sőt mindezek után két további versenyszámban aranyérmet is szerzett. Ekkor kapta Herminátor becenevét.
2001 nyarán súlyos motorbalesetet szenvedett, melynek következtében meg kellett operálni. Kérdéses volt, hogy valaha is sílécre állhat, azonban Maier hosszú, kitartó munkával újra felküzdötte magát a dobogók tetejére.
2009. október 13-án, egy bécsi sajtókonferencián, könnyeivel küszködve bejelentette visszavonulását.

## Sikerei
- Olimpia
  - Nagano 1998: Arany óriás-műlesiklásban és szuperóriás-műlesiklásban.
  - Torino 2006: Ezüst szuperóriás-műlesiklásban, bronz óriás-műlesiklásban
- Világbajnokság
  - Vail 1999: Arany lesiklásban és szuperóriás-műlesiklásban
  - St. Anton 2001: Ezüst lesiklásban és bronz szuperóriás-műlesiklásban
  - St. Moritz 2003: Ezüst szuperóriás-műlesiklásban
  - Bormio 2005: Arany óriás-műlesiklásban

Hermann Maier Ingemar Stenmark és Marc Girardelli mellett az alpesi sí történetének egyik legsikeresebb versenyzője. Idáig 54 alkalommal nyert világkupa futamot és 96 alkalommal állhatott fel a dobogóra. Négyszer nyerte el az összetett győzelemért járó nagy és tízszer a szakági győzelemért járó kis kristálygömböt.

## Kitüntetései
- Az év sportolója Ausztriában: 1998, 1999, 2000, 2001
- Laureus-díj a "Comeback of the Year" kategóriában: 2004